# Nobuko
Nobuko (jap. のぶこ, ノブコ) – żeńskie imię japońskie.

## Możliwa pisownia
Nobuko można zapisać używając wielu różnych znaków kanji i może znaczyć m.in.:
- 信子, „zaufanie, dziecko”[1]
- 伸子, „rozciągać, dziecko”
- 延子, „całkowity, dziecko”
- 暢子, „swobodnie, dziecko”
- 展子, „rozwijać, dziecko”

## Znane osoby
- Nobuko Fukuda (修子), japońska biegaczka narciarska
- Nobuko Miyamoto (信子), japońska aktorka
- Nobuko Otowa (信子), japońska aktorka

## Fikcyjne postacie
- Nobuko Fukamichi (信子), bohateka light novel, mangi i anime Nanatsuiro Drops
- Nobuko Ishihara (信子), bohaterka mangi i anime Lovely Complex
- Nobuko Kotani (信子), bohaterka serialu Nobuta wo Produce
- Nobuko Saeki (のぶ子), postać z anime Shugo Chara